# I liga polska na żużlu (2005)
I liga polska na żużlu w sezonie 2005. 

## Rozgrywki

### Runda zasadnicza

#### Tabela
M = Rozegrane spotkania; W = Wygrane; R = Remisy; P = Porażki; Pkt = Punkty Bon = Bonusy

#### Wyniki
|                             | GOR   | RYB   | RZE   | OST   | GRU   | LUB   | KRO   | OPO   |
| --------------------------- | ----- | ----- | ----- | ----- | ----- | ----- | ----- | ----- |
| Mars RTV AGD Gorzów Wlkp    | x     | 47:43 | 48:42 | 47:43 | 46:44 | 65:25 | 64:26 | 61:29 |
| RKM Rybnik                  | 50:40 | x     | 49:40 | 49:41 | 68:22 | 63:27 | 67:23 | 61:29 |
| Marma Polskie Folie Rzeszów | 44:46 | 51:39 | x     | 52:38 | 45:44 | 54:36 | 47:43 | 68:22 |
| KM Intar Ostrów Wlkp.       | 51:39 | 48:42 | 43:47 | x     | 65:25 | 65:25 | 62:28 | 62:28 |
| Kunter GTŻ Grudziądz        | 43:46 | 41:49 | 46:44 | 38:52 | x     | 57:33 | 54:35 | 49:41 |
| TŻ Sipma Lublin             | 40:50 | 38:52 | 33:57 | 29:60 | 45:45 | x     | 52:39 | 48:42 |
| KSŻ Krosno                  | 44:46 | 24:65 | 33:56 | 41:49 | 50:40 | 50:40 | x     | 61:29 |
| Kolejarz Opole              | 33:57 | 34:56 | 35:55 | 38:52 | 34:56 | 42:48 | 47:42 | x     |

### Play-off

#### I runda
| I runda |        | Marma Polskie Folie Rzeszów 3 miejsce po rundzie zasadniczej | 110:70 | TŻ Sipma Lublin 6 miejsce po rundzie zasadniczej      |
| ------- | ------ | ------------------------------------------------------------ | ------ | ----------------------------------------------------- |
| I runda | 7 sie  | TŻ Sipma Lublin                                              | 42:48  | Marma Polskie Folie Rzeszów                           |
| I runda | 14 sie | Marma Polskie Folie Rzeszów                                  | 62:28  | TŻ Sipma Lublin                                       |
| I runda |        | KM Intar Ostrów Wlkp. 4 miejsce po rundzie zasadniczej       | 95:85  | Kunter GTŻ Grudziądz 5 miejsce po rundzie zasadniczej |
| I runda | 7 sie  | Kunter GTŻ Grudziądz                                         | 48:42  | KM Intar Ostrów Wlkp.                                 |
| I runda | 14 sie | KM Intar Ostrów Wlkp.                                        | 53:37  | Kunter GTŻ Grudziądz                                  |

#### II runda
| II runda Miejsca 1-4 |        | Mars RTV AGD Gorzów Wlkp    | 82:98  | KM Intar Ostrów Wlkp.       |
| -------------------- | ------ | --------------------------- | ------ | --------------------------- |
| II runda Miejsca 1-4 | 21 sie | KM Intar Ostrów Wlkp.       | 50:40  | Mars RTV AGD Gorzów Wlkp    |
| II runda Miejsca 1-4 | 4 wrz  | Mars RTV AGD Gorzów Wlkp    | 42:48  | KM Intar Ostrów Wlkp.       |
| II runda Miejsca 1-4 |        | RKM Rybnik                  | 77:103 | Marma Polskie Folie Rzeszów |
| II runda Miejsca 1-4 | 21 sie | Marma Polskie Folie Rzeszów | 57:33  | RKM Rybnik                  |
| II runda Miejsca 1-4 | 4 wrz  | RKM Rybnik                  | 44:46  | Marma Polskie Folie Rzeszów |
| II runda O 7 miejsce |        | KSŻ Krosno                  | 97:80  | Kolejarz Opole              |
| II runda O 7 miejsce | 21 sie | Kolejarz Opole              | 52:38  | KSŻ Krosno                  |
| II runda O 7 miejsce | 4 wrz  | KSŻ Krosno                  | 59:28  | Kolejarz Opole              |

#### III runda
| III runda Finał       |        | Marma Polskie Folie Rzeszów | 100:79 | KM Intar Ostrów Wlkp.       |
| --------------------- | ------ | --------------------------- | ------ | --------------------------- |
| III runda Finał       | 11 wrz | KM Intar Ostrów Wlkp.       | 47:43  | Marma Polskie Folie Rzeszów |
| III runda Finał       | 25 wrz | Marma Polskie Folie Rzeszów | 57:32  | KM Intar Ostrów Wlkp.       |
| III runda O 3 miejsce |        | Mars RTV AGD Gorzów Wlkp    | 76:102 | RKM Rybnik                  |
| III runda O 3 miejsce | 11 wrz | RKM Rybnik                  | 52:37  | Mars RTV AGD Gorzów Wlkp    |
| III runda O 3 miejsce | 25 wrz | Mars RTV AGD Gorzów Wlkp    | 39:50  | RKM Rybnik                  |

#### Baraże
| outrzymanie |        | KSŻ Krosno 7 miejsce w I lidze | 85:45 | SC Trofimov Równe 2 miejsce w II lidze |
| ----------- | ------ | ------------------------------ | ----- | -------------------------------------- |
| outrzymanie | 9 paź  | SC Trofimov Równe              | 45:45 | KSŻ Krosno                             |
| outrzymanie | 16 paź | KSŻ Krosno                     | 40:0  | SC Trofimov Równe                      |

### Tabela końcowa
| Poz | Klub                                        |
| --- | ------------------------------------------- |
| 1   | Marma Polskie Folie Rzeszów Awans do I ligi |
| 2   | KM Intar Ostrów Wlkp. Baraż o Ekstraligę    |
| 3   | RKM Rybnik                                  |
| 4   | Mars RTV AGD Gorzów Wlkp                    |
| 5   | Kunter GTŻ Grudziądz                        |
| 6   | TŻ Sipma Lublin                             |
| 7   | KSŻ Krosno                                  |
| 8   | Kolejarz Opole Spadek do I ligi             |